# Вестерман, Флойд
Флойд «Красный Ворон» Вестерман (англ. Floyd Red Crow Westerman, на языке дакота — Kanghi Duta; 17 августа 1936 — 13 декабря 2007) — актёр, музыкант и художник, участник Движения американских индейцев.

## Ранняя жизнь
Флойд Вестерман родился в Южной Дакоте, в резервации индейских племён сиссетонов и вахпетонов Лейк-Траверс. Его имя на родном языке дакота звучит как Кангхи Дута, Красный Ворон.
В возрасте 10 лет Флойд Вестерман был направлен в школу-интернат для индейских детей, где он познакомился с юным Дэннисом Бэнксом, который впоследствии стал одним из активистов Движения американских индейцев. В школе-интернате индейским детям было запрещено носить длинные волосы и разговаривать на родном языке. Позже, повзрослев, Вестерман всегда отстаивал права индейцев.
Он окончил Северный университет штата в Абердине, Южная Дакота, после чего два года прослужил в морской пехоте.

## Карьера
Перед тем, как стать актёром, Флойд Вестерман был известен как исполнитель песен в стиле кантри. В дополнение к сольным работам он сотрудничал с Джексоном Брауном, Бонни Линн Рэйтт, Уилли Нельсоном, Крисом Кристофферсоном, Баффи Сент-Мари, Гарри Белафонте и Джони Митчелл. В 1990-е годы Вестерман гастролировал по миру с концертами вместе со Стингом для сбора средств в Фонд защиты тропических лесов.
Дебют в кино состоялся в 1989 году, Вестерман сыграл Красного Ворона, отца главного героя в фильме «Ренегаты». Затем последовали роли в фильмах «Танцы с волками» и «Дорз». Он снялся в нескольких сериалах, в том числе в культовом американском фантастическом телесериале «Секретные материалы». Всего в фильмографии Флойда Вестермана около 40 фильмов, он также снимался в рекламных роликах, где часто был одет в традиционную одежду индейцев сиу.

## Смерть
Флойд Вестерман скончался 13 декабря 2007 года после продолжительной болезни в Лос-Анджелесе, последние годы жизни он был болен лейкемией. Флойд «Красный Ворон» Вестерман был похоронен в городе Веблен, штат Южная Дакота, на католическом кладбище.

## Избранная фильмография
| Год  |    | Русское название                     | Оригинальное название   | Роль                                                       |
| ---- | -- | ------------------------------------ | ----------------------- | ---------------------------------------------------------- |
| 1990 | ф  | Танцующий С Волками                  | Dances With Wolves      | Десять Медведей                                            |
| 1991 | ф  | Дорз                                 | The Doors               | призрак индейца                                            |
| 1991 | ф  | Просека                              | Clearcut                | Уилф                                                       |
| 1993 | ф  | Крутой Уокер: Правосудие по-техасски | Walker, Texas Ranger    | Реймонд Файруокер                                          |
| 1994 | ф  | Джонатан — друг медведей             | Jonathan degli orsi     | Таванка, вождь племени Модоков                             |
| 1995 | ф  | Девушки Баффало                      | Buffalo Girls           | Безухий                                                    |
| 1999 | ф  | Серая Сова                           | Grey Owl                | индейский вождь (в титрах указан как Floyd Crow Westerman) |
| 2003 | мф | Атлантида: Возвращение Майло         | Atlantis: Milo’s Return | Чакаши                                                     |

## Дискография
- Custer Died for Your Sins (1969)
- Indian Country (1970)
- Custer Died for Your Sins (перезапись, 1982)
- The Land is Your Mother (1982)
- Oyate (с Тони Хаймасом, 1990)
- A Tribute to Johnny Cash (2006)